# 시모네 미넬리
시모네 미넬리(이탈리아어: Simone Minelli, 1997년 1월 8일은 이탈리아의 축구 선수이다. 현재 세리에 D의 아틀레틱 카르피에서 뛰고 있다.